# Déclaration à l'occasion du 50e anniversaire de la signature du traité de Rome
La déclaration de Berlin (officiellement : déclaration à l'occasion du 50e anniversaire de la signature du traité de Rome) est un texte non engageant de l'Union européenne signé le 25 mars 2007 à Berlin (Allemagne), célébrant le cinquantième anniversaire de la signature du Traité de Rome qui a fondé la Communauté économique européenne, prédécesseur de l’UE moderne.
La déclaration a été élaborée par la présidence du Conseil de l’Union européenne qui était Allemande, au cours du premier semestre 2007. Conçue pour donner un nouvel élan au processus de réforme de l’UE après l’échec de la ratification de la Constitution européenne, la déclaration visait à établir une "base commune renouvelée" à temps pour les élections européennes de 2009. La présidence allemande a poursuivi le suivi de cette question en négociant un consensus pour ce qui est devenu plus tard le traité de Lisbonne.